# Walibi (personnage)

Logo du parc Walibi Belgium

Walibi est un personnage de fiction et une licence développés par la Compagnie des Alpes pour renforcer la thématique de ses parcs de loisirs. Créé à l'origine comme simple mascotte du parc Walibi, ouvert en 1975 à Wavre en Belgique, il est représenté sous les traits d'un kangourou orange.

## Historique

Logo original de Walibi (1975) dessiné par Guy Dessicy.

Ancien logo des parcs Walibi (2005-2010).

La mascotte apparaît dès la conception du premier parc de ce qui deviendra plus tard le groupe Walibi. Le nom du parc est formé à partir du nom des trois communes concernées par le projet. Ces communes sont Wavre, Limal et Bierges. Le mot Walibi étant assez proche de Wallaby, la mascotte du parc prend l'apparence d'un kangourou. En 1975, le kangourou est dessiné chaussant des skis par Guy Dessicy en référence au téléski nautique présent dans le parc. Le graphisme de la mascotte évolue, elle perd ses skis en 1979 et obtient en 1985 l’esthétique que conservera les équipes dirigeantes du parc. La mascotte est déclinée sous forme de peluche à partir de 1984.
Par la suite, Walibi devient la mascotte d'autres parcs en Europe. D'abord Avenir Land, racheté et rebaptisé Walibi Rhône-Alpes en 1989, puis Big Bang Sctroumpf, racheté et renommé Walibi Schtroumpf en 1991, Walibi Aquitaine, ouvert en 1992 et Flevohof, racheté et renommé Walibi Flevo en 1994.
Lorsque Six Flags rachète l'ensemble du groupe en 1998, le kangourou orange est menacé d'extinction au profit des personnages Looney Tunes. Le groupe dispose en effet d'une licence sous contrat avec Warner Bros. et souhaite imposer cette nouvelle image. Cette transformation est effective en 2000 pour le parc néerlandais et en 2001 pour le parc belge, renommés respectivement Six Flags Holland et Six Flags Belgium. Le nom et la mascotte Walibi disparaissent totalement de ces deux parcs.
À la suite de difficultés financières, Six Flags décide de se concentrer sur ses parcs d'Amérique du Nord et se sépare de ses parcs européens. Le groupe d'investissement Palamon Capital Partners L.P. les rachète en 2004 et conserve la licence Warner dans un premier temps. Les Looney Tunes disparaissent pour la saison 2005 et les deux parcs redeviennent Walibi.
Le groupe Walibi est de nouveau racheté en 2006 par Grévin & Cie, la division parcs de loisirs de la Compagnie des Alpes, qui décide de développer la marque Walibi.
Walibi Lorraine, anciennement Walibi Schtroumpf, est racheté par d'autres investisseurs. Il perd le nom Walibi à la fin de la saison 2006.

## Personnages
Au-delà d'une simple mascotte, Walibi est aujourd'hui un personnage à part entière, entouré de personnages secondaires qui évoluent dans leur univers propre. Walibi a formé son groupe de musique avec ses amis. Le groupe s'appelle WAB et joue des chansons aux sonorités pop rock. Walibi a un frère, Squad, qui se pose en rival. Il a créé son propre groupe, The SkunX, plus orienté vers le « dark rock » (hard rock, heavy metal...). Le public est invité à prendre part à l'action en choisissant son groupe, son « camp ». Une nouvelle ligne de produits dérivés axée sur cet univers sera proposée dans les quatre parcs Walibi dès la saison 2011. La licence est appelée à être développée dans l'avenir, par le biais de bande dessinées, dessin animés...
Les membres du groupe WAB :
- Walibi - kangourou - guitariste, leader du groupe, personnage principal et mascotte
- Fibi - ondine à la peau bleue - chanteuse, unique personnage féminin
- Haaz - guépard - guitariste, qui est amoureux de Fibi
- Zenko - gorille - batteur, grand timide

Les membres du groupe The SkunX :
- Squad - kangourou - guitariste, leader du groupe et frère jumeau et ennemi de Walibi.
- Loco - taureau - batteur, fashion victim
- Motiv - corbeau - claviériste et guitariste

Le personnage Walibi a été re-designé en 2020 par Nicolas Le Guillou, sous la direction artistique du concept-designer de la Compagnie des Alpes, Fabien Manuel,qui est déjà à l’origine du repositionnement de la marque Walibi et qui est en train de transformer le parc Walibi Rhone-Alpes sous l’impulsion du manager regional, Luc de Roo

## Les parcs
Walibi et ses amis sont présents dans quatre parcs à thèmes en Europe :
- Walibi Belgium - Wavre, Brabant wallon, Belgique
- Walibi Holland - Dronten, Flevoland, Pays-Bas
- Walibi Rhône-Alpes - Les Avenières, Isère, France
- Walibi Sud-Ouest - Roquefort, Lot-et-Garonne, France